# Chelonus papua
Chelonus papua är en stekelart som beskrevs av Szepligeti 1900. Chelonus papua ingår i släktet Chelonus och familjen bracksteklar. Inga underarter finns listade i Catalogue of Life.